# مورفین
مورفین (به فرانسوی: Morphine)(به انگلیسی: morphine) یا مورف (Morf) مولکولی آلکالوئیدی از خانوادهٔ اپیوئیدها است که به‌طور طبیعی، در شیرهٔ گیاه خشخاش (تریاک) یافت شده و با تأثیر مستقیم بر دستگاه عصبی مرکزی، موجب اثراتی همچون کاهش درد و اضطراب و افزایش سرخوشی می‌شود. تأثیرات مورفین بر دستگاه عصبی انسان، آن را در ردهٔ پرکاربرترین داروهای ضد درد قرار داده‌است؛ اما همین اثرات، احتمال سوءمصرف مرفین را نیز افزایش می‌دهند. در عرصهٔ پزشکی، مورفین برای مدیریت دردهای مزمن و دردهای حاد کاربرد داشته و معمولاً برای تسکین دردهای ناشی از سکتهٔ قلبی، سنگ کلیه و زایمان تجویز می‌شود. مرفین را می‌توان از طریق دهان، تزریق عضلانی، تزریق زیرجلدی، تزریق وریدی، اپیدورال یا شیاف مصرف کرد. اوج اثرات مرفین با تزریق وریدی، پس از حدود ۲۰ دقیقه و با مصرف از راه دهان، پس از حدود ۶۰ دقیقه نمایان می‌شوند و ۳ تا ۷ ساعت ادامه می‌یابند. لازم است ذکر شود که فرمولاسیون‌هایی از مرفین با مدت‌زمان اثرگذاری طولانی‌تر نیز یافت می‌شوند.
درصد مورفین موجود در تریاک خشک شده ممکن است بین ۴٪ تا ۲۱٪ باشد. مرفین اولین آلکالوئیدی است که در سال ۱۸۰۳ از تریاک استخراج شد.
مکانیسم تأثیر آن از طریق تأثیر بر دستگاه عصبی مرکزی است که احساس درد را کاهش می‌دهد. مورفین دارویی به شدت اعتیادآور به‌شمار می‌آید. وابستگی جسمی و روانی به آن به‌سرعت ایجاد می‌شود.

## مشخصات

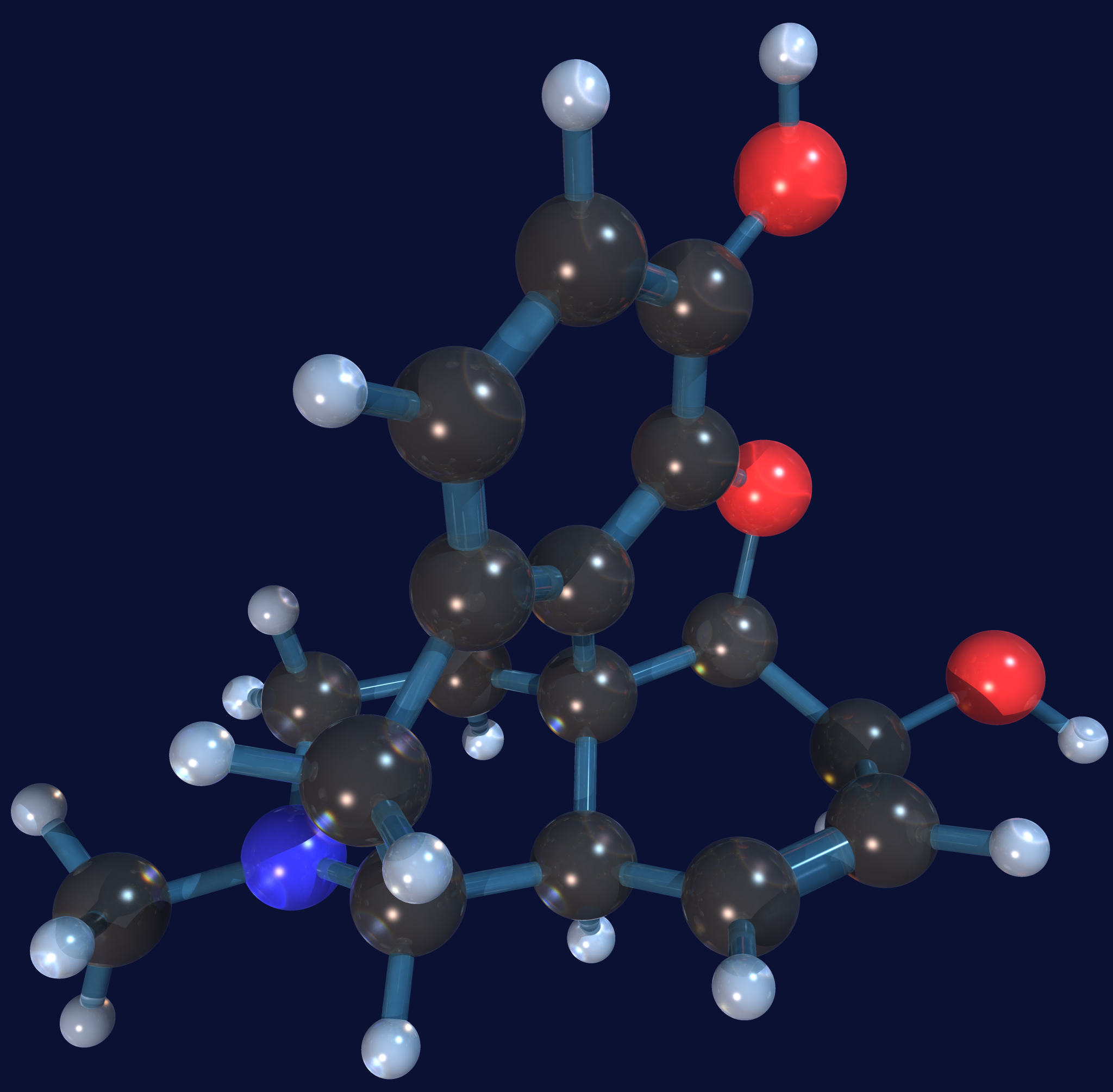
تصویر سه‌بعدی مولکول مرفین

فرمول شیمیایی مرفین C17H19NO3 است. درصد چسبندگی آن به پروتئین پلاسما ۳۰٪ تا ۴۰٪ است. ۱۰٪ آن در کبد متابولیزه شده و ۹۰٪ از مسیر کلیه و از طریق ادرار از بدن خارج می‌شود؛ و نیمه‌عمر آن حدود ۲ تا ۳ ساعت است.
 فراورده‌های دارویی مرفین در سه فرم خوراکی (قرص و کپسول)، تزریقی (وریدی، زیرپوستی و عضلانی) و شیاف موجود است. البته مصرف آن از طریف استنشاق (از راه بینی) نیز ممکن است.
با این وجود مرفین از داروهای محبوب پزشکان برای دردهای شدید و حاد است و در فهرست داروهای ضروری سازمان بهداشت جهانی قرار دارد.

## تجویز
مرفین در این موارد تجویز می‌شود:
- ضددرد برای بیماران بستری
- دردهای بیماران قلبی
- درد ناشی از بیماری خونی سلول‌های داسی‌شکل
- درد ناشی از جراحی و پس از جراحی
- دردهای مزمن شدید
- درد ناشی از جراحت
- سرطان
- سنگ کلیه
- کمردرد شدید
- دردهای شدید ریفلاکس معده
- درد معده
- درد عصبی
- داروی کمکی به همراه داروهای بی‌هوشی
- ضدسرفه در سرفه‌های شدید
- ضداسهال در اسهال‌های مزمن (از جمله اسهال بیماران مبتلا به ایدز).

## دسترسی
علیرغم قیمت نسبتاً ارزان مرفین، بیماران در برخی از کشورهای فقیر به این دارو دسترسی ندارند. ۷۹٪ مرفین دنیا در سال ۲۰۰۵ فقط در شش کشور ایالات متحده آمریکا، بریتانیا، کانادا، استرالیا، آلمان و فرانسه مصرف شده و کشورهای فقیرتر دنیا که حدود ۸۰٪ جمعیت جهان را در خود جای داده‌اند تنها ۶٪ از تولید جهانی مرفین را مصرف کرده‌اند. برخی از کشورها اصلاً هیچ مرفینی وارد کشور خود نمی‌کنند و حتی افرادی که از شدیدترین دردها رنج می‌برند از حق دریافت این دارو محروم هستند. مسئله‌ای که ترس پزشکان از اعتیاد و ترس مقامات از قاچاق مواد مخدر باعث آن شده‌است. یکی از مقامات سازمان بهداشت جهانی که در این مورد تحقیق کرده‌است گفته که «در برخی کشورها حتی اگر رئیس‌جمهور دچار درد سرطان باشد این مسکّن به او داده نمی‌شود». دیوید یورانسون رئیس گروه مطالعهٔ درد دانشگاه ویسکانسین دلیل این امر را وحشت شدید از اعتیاد می‌داند که به شکل نادرستی درک شده‌است و این‌که جنگ با مواد مخدر باعث شده تا به مسئلهٔ تسکین درد انسان‌ها بی‌توجهی شود. هرچند علائم ترک پس از قطع مصرف مرفین اتفاق می‌افتند اما معمولاً پس از پایان درد بیماران می‌توان مصرف مرفین را قطع کرد.